# Хворостянка
Хворостянка (на руски: Хворостянка) е село в югозападната европейска част на Русия, част от Губински район на Белгородска област. Населението му е около 311 души (2016).
Разположено е на 149 метра надморска височина на Средноруското възвишение, на 31 километра югозападно от Стари Оскол и на 86 километра североизточно от Белгород.

## Известни личности
Родени в Хворостянка
- Владимир Раевски (1795 – 1872), поет